# جون ميرفي (رجل أعمال)
جون ميرفي (بالإنجليزية: John Murphy)‏ هو شخصية أعمال أيرلندي، ولد في 5 أكتوبر 1913 في Cahersiveen ‏ في جمهورية أيرلندا، وتوفي في 7 مايو 2009.